# Distretto di Tabaconas
Il distretto di Tabaconas è uno dei sette distretti  della provincia di San Ignacio, in Perù. Si trova nella regione di Cajamarca e si estende su una superficie di 791,02 chilometri quadrati.

Istituito l'11 febbraio 1855, ha per capitale la città di Tabaconas; al censimento 2005 contava 15.927 abitanti.